# 프렌 폭포
프렌 폭포(베트남어: Thác Prenn)는 베트남 럼동성 달랏시에서 남쪽으로 15km 떨어진 프렌 고개 기슭에 위치한 폭포이다. 현재는 프렌 폭포 관광 지역에 속한다.
프렌 폭포는 달랏의 관문인 20번 국도 옆에 위치해 있다. 숲과 개울에 있는 생태관광 휴양지 중 하나이다. 폭포는 원시림으로 남아있는 곳에 위치해 있다. 높이 20m가 넘는 급류 위에서 흘러내린 물은 선녀의 하얀 머리카락과 같이 하얀 비단 능라처럼 쏟아진다. 그것이 아마도 관광객들이 ‘띠엔사’폭포라고 부르는 이유일 것이다.
조용한 소나무 숲 한가운데, 용산의 모양, 이 땅의 전설적인 역사는 통일과 같으며, 기발한 조형물들은 지형의 신성함과 영감을 만들어낸다. 숭배의 정신은 베트남 민족의 고대사를 향한 땅과 같다.

## 어원
원로들이 얘기하는 전설에 따르면, 프렌 폭포는 ‘쓴 열매’를 의미하는 꼬호족의 옛 꼬호어인 프렌(Prềnh)에서 유래되었다고 한다. 그 증거는 오늘날, 폭포의 상류 지역, 개울 둑을 따라 아직도 야생의 나무들이 많다는 것이다. 이 커피는 가지처럼 작고 동그란 과일이지만, 익으면 초록색 껍질과 하얀 반점이 있다. 과거에는 소수 민족들이 가공을 해서 매우 맛있는 쓴맛을 먹었다.
어떤 민족학자들에 따르면 이 폭포의 이름은 참어에서 유래했다고 주장한다. 참어에서 프렌은 ‘침공’을 의미한다. 이 이름은 17세기 판두랑가(닌투언) 참족의 "서진"과 싸우기 위한 이 땅에 살고 있는 소수민족들의 다소 끈질긴 전쟁에서 유래한 것이다. 이 지역의 이름은 장엄한 폭포가 전 지역에 걸쳐 하얀 안개를 만들고, 일 년 내내 흐르는 물의 이름을 따서 ‘프렌’이라고 불렀다.

## 개요
폭포로 들어가기 위해 관광객들은 침수를 피하기 위해 개울을 사이에 두고 있는 개울을 가로지르는 짧은 다리를 건너야 한다. 폭포로 가는 길은 언덕을 따라 오르는 돌계단이 적절하게 배치되어 있어, 아름다움을 가져다 준다. 방문객들은 거의 10m 높이에서 작은 계곡으로 내려 앉듯 꽃밭으로 개조된 분수로 보이는 물줄기를 볼 수 있다.
방문객들은 동물원이나 난초밭으로 가는 길을 따라가거나, 공원 뒤뜰을 한가롭게 거닐며 꽃 피는 모습, 나무 꼭대기에 있는 아름다운 오두막, 작은 개울을 가로지르는 현수교를 따라 흔들리고 있는 모습을 볼 수 있다. 또 다른 각도에서 즉흥적으로 배열된 돌 정원은 흥미진진한 놀라움을 자아낸다. 특히 케이블카를 이용해서 폭포 전경을 감상하며 건널 수 있다.
프렌 폭포는 2000년 문화관광부에서 국립문화역사기념물로 지정되었다. 특히 2002년 관리 부서에서는 폭포가 내려다보이는 우뚝 솟은 고갯길 위에 전설에 근거하여 안락사를 짓는 데 투자했다. 현재 프렌 폭포는 달랏 관광 서비스 합자회사가 관리하고 운영하고 있다.

## 체험활동
폭포의 개장 시간은 오전 9시부터 오후 5시까지이며, 이곳에서 즐길 수 있는 체험활동은 다음과 같다.
- 프렌 폭포 관광지에서의 서비스 체험: 코끼리, 타조, 낙타, 승마, 타조, 물소 타기
- 민속놀이 참가: 양궁, 석궁 사격, 사격, 민족 분장의 봉사, 개울에서 수영
- 입장료 : 성인 VND 30,000동, 어린이 요금은 절반인 VND 15,000동 (2018년 5월 14일 기준)[7]

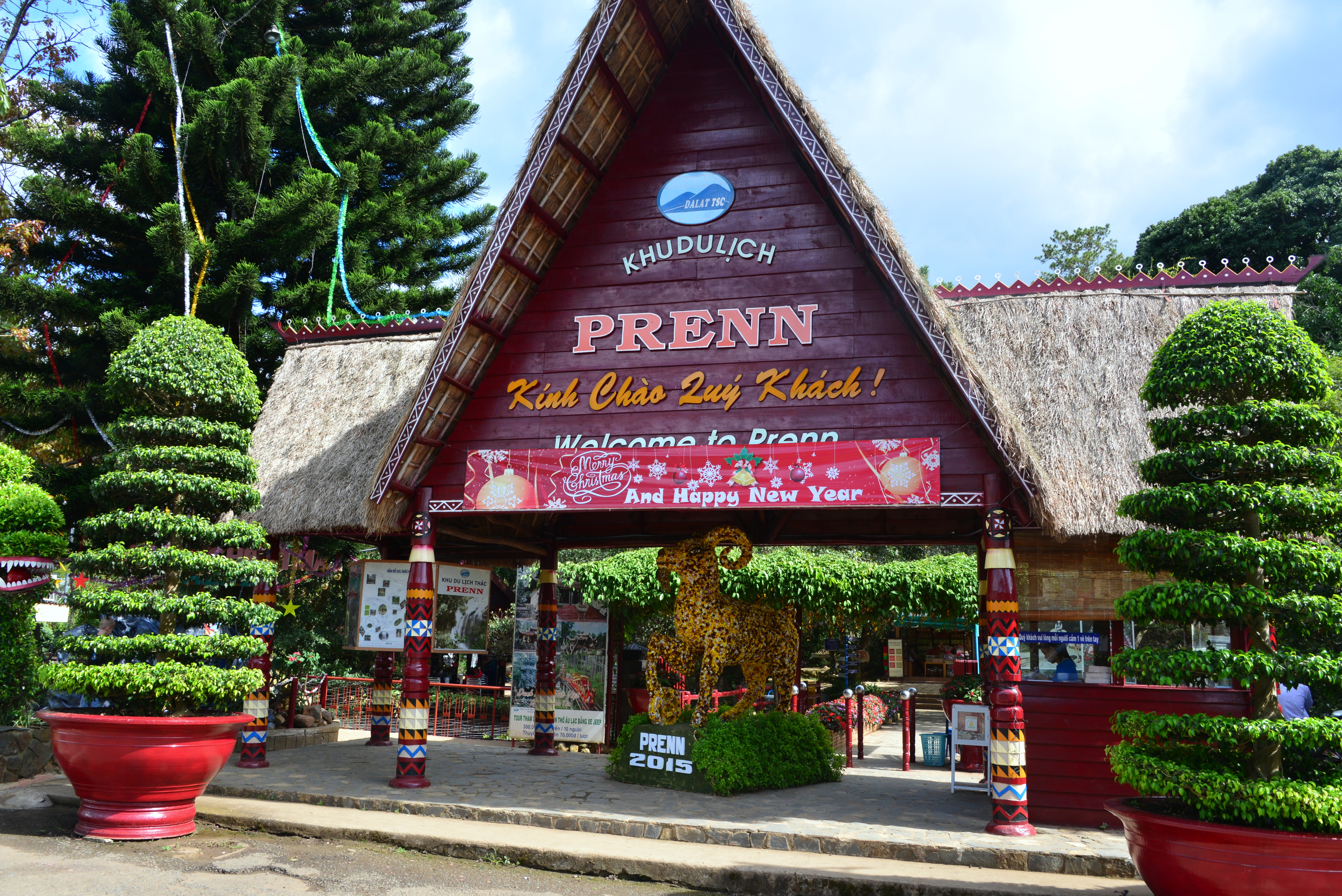
입구
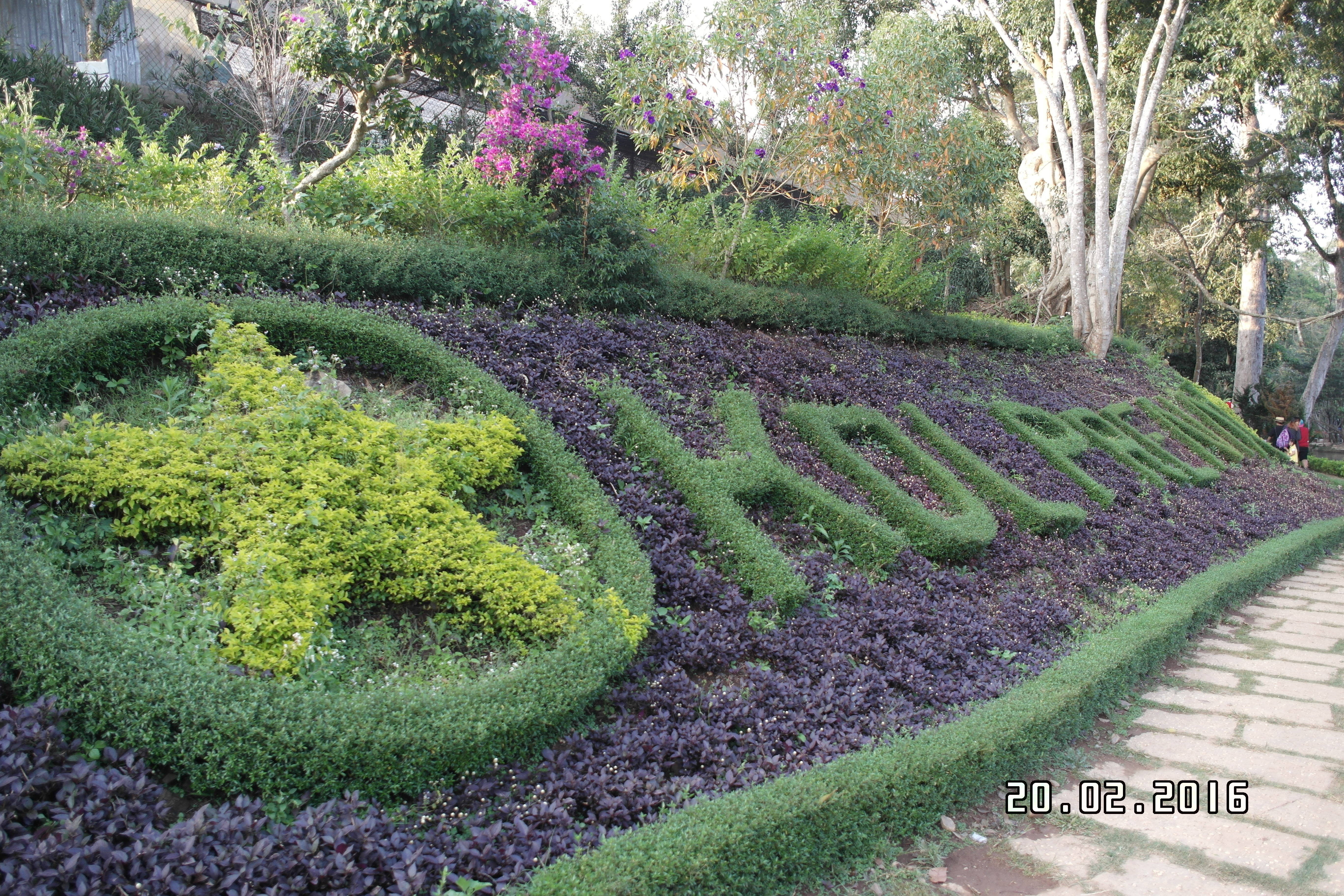
조성된 정원
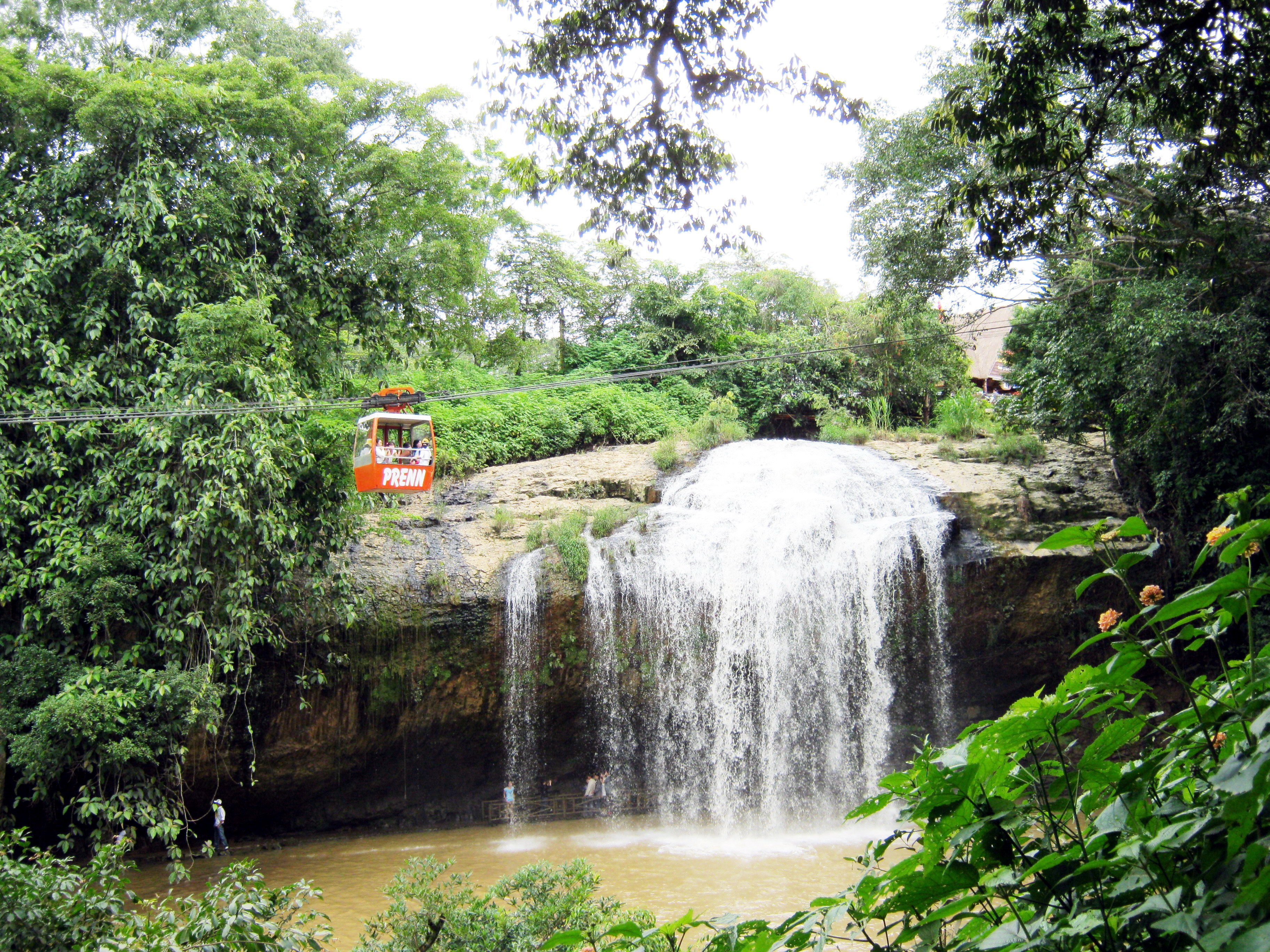
케이블카
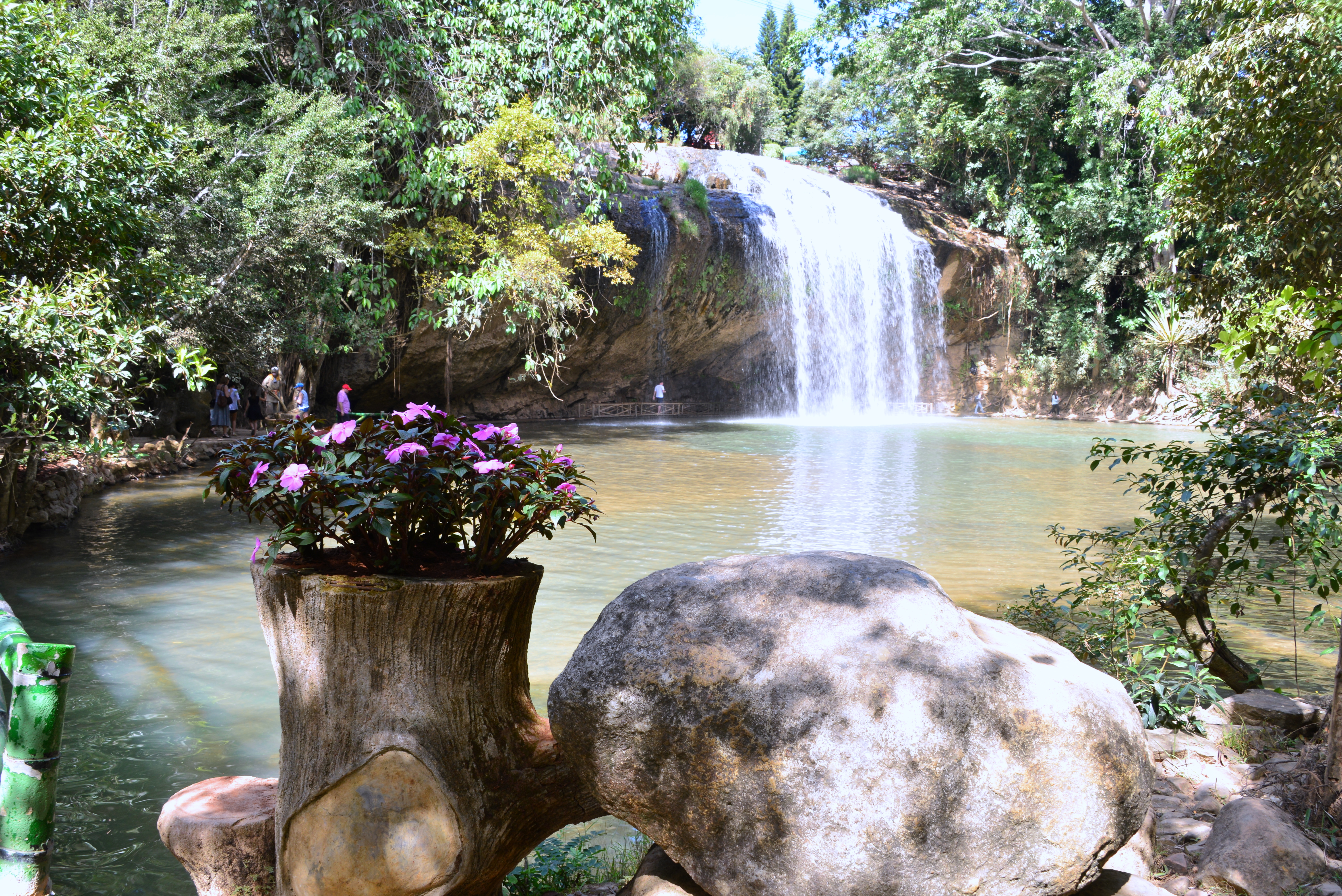
정경

## 같이 보기
- 프렌 고개
- 다딴라 폭포